# Bauska (novads)
Bauska (łot.: Bauskas novads) – jeden z łotewskich novadsów, funkcjonujący od 2021.
W skład novadsu wchodzą: 
- miasta: Bauska, Ekawa
- pagastsy: Bārbele, Brunava, Ceraukste, Code, Dāviņi, Ekawa, Gailīši, Īslīce, Kurmene, Mežotne, Rundāle, Skaistkalne, Stelpe, Svitene, Valle, Vecsaule, Vecumnieki, Viesturi

## Historia
Novads powstało podczas reformy administracyjnej w 2021, z połączenia dotychczasowych novadsów: Bauska, Ekawa, Rundāle i Vecumnieki.